# Clan Gaeta
Il clan Gaeta è un clan mafioso della società foggiana (la quarta mafia) originario di Orta Nova, attivo in provincia di Foggia, in particolar modo nei Cinque reali siti. Le attività illecite che svolgono sono l'estorsione, riscossione del pizzo, riciclaggio di denaro, traffico di stupefacenti, usura ed omicidio.

## Fatti del 2007
Il 25 settembre 2007 con l'operazione Veleno vengono arrestate ad Orta Nova 52 presunti affiliati. Sono accusati di associazione a delinquere, usura, pizzo, estorsione e condizionamento delle elezioni.

## Membri
- Antonio  Gaeta[2]
- Francesco Gaeta[1][3]
- Antonio Russo[2]
- Michele Scuccimarra[4]
- Eleonora Rinaldi